# Lodovico Frapolli
Pour les articles homonymes, voir Frapolli.
Lodovico Frapolli, né le 23 ou 26 mars 1815 à Milan, et mort le 25 avril 1878 à Turin, est une personnalité politique et un patriote italien.

## Biographie
Lodovico Frapolli naît le 23 ou 26 mars 1815 à Milan.
Enrôlé par punition dans l'armée autrichienne à l'âge de seize ans, il parvient à atteindre le grade de capitaine. Mais, aussitôt maître de ses actions, il donne sa démission. Arrivé en France en 1840, il étudie à l'École des mines et s'applique en particulier à la géologie. De 1843 à 1847, il voyage dans le nord de l'Europe. Les résultats de ses études, publiés dans différents recueils scientifiques, le font élire à son retour secrétaire de la Société géologique de France. En 1848, après avoir combattu à Paris en février, il retourne à Milan, à la nouvelle des journées de mars, et travaille à l'organisation militaire du pays. Puis, il représente successivement à Paris la Lombardie, la Toscane et la République romaine. Après la chute de Rome, il est expulsé de France en 1849. Ruiné, il demande asile au Tessin. Retiré en Suisse en 1850, Lodovico Frapolli obtient la citoyenneté suisse grâce aux origines de sa famille. Il remplit plusieurs missions au service de la démocratie militante, et passe dans l'île de Sardaigne, où il s'occupe d'industrie en 1853. Il revient plus tard en France et tente d'y faire fortune. En 1859, il abandonne tout de nouveau pour prendre part à la guerre d'Italie. Il organise avec Klapka une légion hongroise lorsque survient la paix de Villafranca. Le dictateur Farini l'appele à Modène et lui remet le ministère de la guerre, où il rend de grands services; mais, partisan des projets de Garibaldi contre l'État pontifical, il donne sa démission quand il les voit repoussés. En 1860, se trouvant à Paris lors de l'expédition des Mille, il part aussitôt pour la Sicile. Il entre à Naples avec Garibaldi le 7 septembre. Député de 1860 à 1874, il siège à l'extrême gauche. C'est lui qui reconstitue la maçonnerie italienne : il en est nommé grand maitre le 20 juin 1869. En 1870, il est de ceux qui arrivent combattre pour la France sous Garibaldi. Frapolli a refusé toutes les récompenses qui lui ont été offertes en plusieurs circonstances.
Il est admis dans une clinique psychiatrique de Turin pour trois ans et s'y suicide le 25 avril 1878.